# 于尔根·基斯纳
于尔根·基斯纳（德語：Jürgen Kißner，1942年8月18日—2019年5月18日），生于卢考，德国男子自行车运动员。他曾在1968年夏季奥林匹克运动会代表西德获得了男子团队追逐赛银牌。